# La Casa, crónica de una conquista
La Casa, crónica de una conquista és un còmic dibuixat per Daniel Torres en 2015. És una obra on es combina el còmic amb la il·lustració i el text, repassant la història de la humanitat, del Neolític a l'actualitat, a partir del paper de la llar. Amb 576 pàgines, està formada per 26 historietes, cadascuna de les quals està dibuixada en un estil diferent, adaptant-se a l'època representada en cadascuna d'elles. Va elaborar-se durant sis anys, tres per a la presa de documentació i uns altres tres en l'elaboració estricta de l'obra.